# العلاقات القبرصية اللاوسية
العلاقات القبرصية اللاوسية هي العلاقات الثنائية التي تجمع بين قبرص ولاوس.

## مقارنة بين البلدين
هذه مقارنة عامة ومرجعية للدولتين:
| وجه المقارنة                                              | قبرص                                                                 | لاوس        |
| --------------------------------------------------------- | -------------------------------------------------------------------- | ----------- |
| المساحة (كم2)                                             | 9.24 ألف                                                             | 236.80 ألف  |
| عدد السكان (نسمة)                                         | 1.14 مليون                                                           | 6.86 مليون  |
| الكثافة السكانية (ن./كم²)                                 | 123.38                                                               | 28.97       |
| العاصمة                                                   | نيقوسيا                                                              | فيينتيان    |
| اللغة الرسمية                                             | اليونانية الحديثة، اللغة التركية، لغة يونانية                        | اللغة اللاو |
| العملة                                                    | يورو، جنيه قبرصي                                                     | كيب لاوي    |
| الناتج المحلي الإجمالي (بليون دولار)                      | 21.65 مليار                                                          | 16.85 مليار |
| الناتج المحلي الإجمالي (تعادل القوة الشرائية) بليون دولار | 26.73 مليار                                                          | 38.71 مليار |
| الناتج المحلي الإجمالي الاسمي للفرد دولار أمريكي          | 23.24 ألف                                                            | 1.82 ألف    |
| الناتج المحلي الإجمالي للفرد دولار أمريكي                 | 30.24 ألف                                                            |             |
| مؤشر التنمية البشرية                                      | 0.850                                                                | 0.575       |
| رمز المكالمات الدولي                                      | +357                                                                 | +856        |
| رمز الإنترنت                                              | .cy                                                                  | .la         |
| المنطقة الزمنية                                           | ت ع م+02:00، ت ع م+03:00، توقيت شرق أوروبا، توقيت شرق أوروبا الصيفي ‏ | ت ع م+07:00 |

## منظمات دولية مشتركة
يشترك البلدان في عضوية مجموعة من المنظمات الدولية، منها:
| علم المنظمة | اسم المنظمة                        | تاريخ انضمام قبرص | تاريخ انضمام لاوس |
| ----------- | ---------------------------------- | ----------------- | ----------------- |
|             | مؤسسة التنمية الدولية              | 2 مارس 1962       | 28 أكتوبر 1963    |
|             | مؤسسة التمويل الدولية              | 2 مارس 1962       | 29 يناير 1992     |
|             | منظمة حظر الأسلحة الكيميائية       | ?                 | ?                 |
|             | الأمم المتحدة                      | 20 سبتمبر 1960    | 14 ديسمبر 1955    |
|             | منظمة الشرطة الجنائية الدولية      | ?                 | ?                 |
|             | البنك الدولي للإنشاء والتعمير      | 21 ديسمبر 1961    | 5 يوليو 1961      |
|             | وكالة ضمان الاستثمار متعدد الأطراف | 12 أبريل 1988     | 5 أبريل 2000      |
|             | يونسكو                             | 6 فبراير 1961     | 9 يوليو 1951      |

## وصلات خارجية
- موقع وزارة الخارجية القبرصية